# М-10 (электронно-вычислительная машина)
М-10 — советская синхронная многопроцессорная суперЭВМ.

## Технические характеристики
- Среднее быстродействие — 5,1 млн оп./с
- Общий объем внутренней памяти — 5 Мб
- Оперативная память первого уровня — 0,5 Мб с временем цикла обращения 1,3 мкс и временем выборки — 0,8 мкс;
- Постоянная память — 0,5 Мб с временем цикла обращения 1,3 мкс и временем выборки — 0,5 мкс;
- Оперативная память второго уровня — 4 Мб с временем цикла обращения в режиме произвольного доступа около 7 мкс и временем выборки 2,5 мкс.
- Емкость буферной памяти мультиплексного канала — 64 Кб
- Система прерывания программ — 72-канальная, с пятью уровнями приоритетов
- Обеспечивается одновременная работа в режиме разделения времени восьми пользователей на восьми математических пультах.

## Состав ЭВМ
Расположение частей компьютера в М-10, в скобках указано количество в М-10М
- АУ — арифметическое устройство — 4 шкафа;
- УУ — устройство управления — 2 шкафа;
- КУ — коммутационно-кодирующее устройство — 2 шкафа;
- ОП — оперативная память 1-го уровня — 9 (1) шкафов;
- ПП — постоянная память — 8 (2) шкафов;
- БП — оперативная память 2-го уровня — 4 (1) шкафа;
- ДК — диспетчер каналов — 1 шкаф;
- АБ — управление абонентами — 1 шкаф.

### Другие устройства
- ПО — пульт оператора — 1;
- УПМ — управление пишущей машинкой — 1;
- МП — математический пульт — 8.

### Периферийные устройства
- АЦПУ-128-3М — 2;
- ПЭМ-80 — 2;
- УВВК-601 — 2.

Занимаемая площадь, м².: ЭВМ М-10 — 325; ЭВМ М-10М −200, потребляемая мощность, кВа: ЭВМ М-10 — 112;ЭВМ М-10М — 66.